# Ты побеждаешь или умираешь
«Ты побеждаешь или умираешь» (англ. You Win or You Die) — седьмой эпизод первого сезона фэнтезийного сериала канала HBO «Игра престолов». Сценарий написали Дэвид Бениофф и Д. Б. Уайсс, а режиссёром стал Дэниель Минахан. Премьера состоялась 29 мая 2011 года.
Название эпизода — часть реплики Серсеи Ланнистер во время последней конфронтации с Эддардом: «Когда играешь в игру престолов, ты побеждаешь или умираешь. Третьего не дано». Фраза часто употреблялась во время рекламных кампаний книги и сериала.

## Сюжет

### В лагере Ланнистеров
Лорд Тайвин Ланнистер (Чарльз Дэнс) разговаривает со своим сыном Джейме (Николай Костер-Вальдау), свежуя оленя, символ дома Баратеонов. Тайвин отчитывает Джейме за недавние проблемы со Старками, но считает, что для Ланнистеров война — прекрасная возможность стать правителями Семи Королевств. В отместку за Тириона Тайвин даёт половину своих войск Джейме для атаки на Риверран, родовой замок дома Талли и родительский дом леди Кейтилин.

### В Винтерфелле
Пленённую одичалую Ошу (Наталия Тена), которая теперь прислуживает в доме Старков, преследует Теон Грейджой (Альфи Аллен), который сообщает, что если бы её арестовали на его родине, Железных Островах, её бы постигла худшая участь. Мейстер Лювин (Дональд Самптер) велит Теону оставить Ошу в покое и спрашивает, почему она и другие одичалые стремятся на юг. Оша рассказывает, что они убегали от Белых ходоков, проснувшихся от тысячелетней спячки, и считает, что каждая армия в Семи Королевствах должна идти на север, чтобы противостоять этой угрозе.

### На Стене
Лошадь Бенджена Старка возвращается без него, его племянник Джон Сноу (Кит Харингтон) беспокоится. Позже, к разочарованию и гневу Джона, его вместо разведчика (как Бенджен) назначают стюардом лорда-командующего. Джон подозревает причастность к этому сира Аллисера Торна (Оуэн Тил), мстящего за неповиновение, однако его друг Сэм (Джон Брэдли) считает, что это назначение — подготовка Джона к должности командующего. Когда Джон и Сэм дают клятвы у сердце-дерева, лютоволк Джона приносит ему оторванную руку.

### За Узким морем
Дейенерис Таргариен (Эмилия Кларк) пытается убедить кхала Дрого (Джейсон Момоа) вернуться на её родину и отвоевать трон Семи Королевств, но ему это не интересно. Пока Дейенерис и её свита гуляют по рынку, сир Джорах Мормонт (Иэн Глен) получает от информатора лорда Вариса (Конлет Хилл) письмо о помиловании с разрешением вернуться в Семь Королевств. Джорах понимает, что приказ на убийство Дейенерис вступил в силу, и спасает её от торговца вином, который пытается её отравить. Дрого, возмущённый покушением на жену, клянётся, что он поведёт свой народ через Узкое море, вторгнется в Семь Королевств, чтобы отомстить, и вернёт Железный трон его ещё не родившемуся сыну.

### В Королевской Гавани
Нед (Шон Бин) откровенно говорит королеве Серсее (Лена Хиди), что принц Джоффри и его брат с сестрой не являются детьми короля Роберта (Марк Эдди) и родились в результате инцеста от её брата Джейме. Серсея защищает свою связь с Джейме, сравнивая её с древней практикой Таргариенов женить братьев и сестёр и говоря, что она пыталась любить Роберта, но он продолжал любить погибшую сестру Неда, Лианну. Нед проявляет к Серсее милосердие и советует покинуть столицу вместе с детьми, прежде чем он расскажет Роберту правду.
Неожиданно возвращается лорд Ренли Баратеон (Гетин Энтони) и сообщает Неду, что во время охоты Роберта смертельно ранил вепрь. На смертном одре Роберт диктует Неду завещание, в котором назначает его лордом-регентом и Защитником Королевства до совершеннолетия Джоффри. Нед записывает слова Роберта, но вместо «Джоффри» пишет «мой законный наследник», ставя престолонаследие под вопрос. Роберт подписывает завещание, не читая, умоляет Неда сделать Джоффри лучше и признаёт, что приказ на убийство Дейенерис несправедлив.
Опасаясь, что Серсея и Ланнистеры используют время в своих интересах, Ренли пытается убедить Неда собрать армию и начать государственный переворот, но Нед отказывается. Он хочет удостовериться, что корона перейдёт к законному наследнику — Станнису Баратеону, брату Роберта и Ренли. Нед пишет письмо Станнису и посылает его на Драконий камень, остров-крепость Станниса. Нед также раскрывает Петиру «Мизинцу» Бейлишу (Эйдан Гиллен) правду о происхождении Джоффри; Мизинец предлагает помочь Ланнистерам и возвести на трон Джоффри, а если он окажется неумелым правителем, использовать правду о его происхождении, чтобы свергнуть его и сделать королём Ренли. Нед отказывается, говоря, что это измена, но просит у Мизинца заручиться поддержкой Городской стражи, понимая, что Серсея попытается захватить трон.
К моменту смерти Роберта Ренли бежит из столицы, а Джоффри занимает трон и назначает собственную коронацию через две недели. Нед и его люди входят в тронный зал, Нед передаёт сиру Барристану Селми (Иэн Макэлхинни) завещание, последнюю волю Роберта, чтобы огласить его. Серсея отказывается следовать завещанию и разрывает его, приказывая Барристану схватить Неда. Нед велит своим людям арестовать Серсею и Джоффри. Пока все готовятся к сражению, Городская стража перебивает людей Старков, а Мизинец приставляет нож к горлу Неда, напоминая о своём предупреждении не доверять ему.

## Производство

### Сценарий
Сценарий эпизода написан шоураннерами Дэвидом Бениоффом и Д. Б. Уайссом по роману Джорджа Р. Р. Мартина. Использованы главы 46, 48—50 и 55 (Эддард XII, Эддард XIII, Джон VI, Эддард XIV и Дейенерис VI), в первом сезоне эпизод охватывает наименьшее количество глав романа-первоисточника. Среди сцен, написанных специально для сериала, — встреча Тайвина и Джейме Ланнистеров (где Тайвин свежует оленя) и «обучение» Мизинцем двух новых кандидаток для одного из его борделей.

### Кастинг
В эпизоде впервые появляется Чарльз Дэнс в роли лорда Тайвина, патриарха семьи Ланнистеров. Утверждённый на роль вскоре после начала съёмок, Дэнс был первым выбором продюсеров и одним из любимцев среди фанатов. Джордж Р. Р. Мартин отметил, что «его повелительное присутствие на экране и стальная харизма наверняка сделают его идеальным лордом Тайвином». В первой сцене Дэнс свежует настоящего мёртвого оленя. Поскольку у него не было опыта в свежевании и потрошении, до съёмок он в течение часа практиковался с мясником
.

### Места съёмок
Большая часть эпизода снята на ирландских студиях The Paint Hall. Вход в Вэйс Дотрак снят в районе Сэнди Брэй, а для конфронтации Эддарда и Серсеи в садах Красного Замка (в романах именуются богорощей) использовали клуатр монастыря Святого Доминика в Рабате.

## Реакция

### Рейтинги
Во время первого показа эпизод посмотрели 2.4 миллиона зрителей. Всю предшествующую неделю эпизод был доступен на онлайн-сервисе HBO и транслировался во время трёхдневого праздничного выходного, что часто приводит к снижению количества зрителей. После второго показа общая аудитория составила 3.2 миллиона зрителей.

### Реакция критиков
Эпизод был хорошо встречен критиками. Рецензент из «Time» Джеймс Поневозик назвал «Ты побеждаешь или умираешь» «самым волнующим и тематически богатым эпизодом на сегодняшний день», Морин Райан из AOL TV посчитала его отличным, отметив, что «ставки поднялись более чем удовлетворительно и волнующе», а Алан Сепинуолл из HitFix назвал эпизод потрясающим и отметил, что «в центре внимания оказались персонажи, которые с точки зрения Неда Старка являются злодеями».